# Campeonato Juvenil Africano de 1987
El Campeonato Juvenil Africano de 1987 fue la sexta edición de este torneo. Empezó el 14 de junio de 1986 y finalizó el 18 de abril de 1987. El campeón del certamen fue Nigeria y los dos primeros lugares otorgaron cupos para la Copa Mundial de Fútbol Juvenil de 1987.

## Fase preliminar
| Fecha               | Lugar      |         |                    | Resultado |                    |         |
| ------------------- | ---------- | ------- | ------------------ | --------- | ------------------ | ------- |
| 14 de junio de 1986 | Kampala    | Uganda  | Bandera de Uganda  | 1:2       | Bandera de Somalia | Somalia |
| 30 de junio de 1986 | Mogadiscio | Somalia | Bandera de Somalia | 1:0       | Bandera de Uganda  | Uganda  |

## Primera fase
| Fecha                   | Lugar       |                 |                            | Resultado |                            |                 |
| ----------------------- | ----------- | --------------- | -------------------------- | --------- | -------------------------- | --------------- |
| 15 de agosto de 1986    | Mogadiscio  | Somalia         | Bandera de Somalia         | 1:0       | Bandera de Zimbabue        | Zimbabue        |
| 21 de setiembre de 1986 | Harare      | Zimbabue        | Bandera de Zimbabue        | 4:0.      | Bandera de Somalia         | Somalia         |
| 17 de agosto de 1986    | Lusaka      | Zambia          | Bandera de Zambia          | 2:2       | Bandera de Nigeria         | Nigeria         |
| 30 de agosto de 1986    | Lagos       | Nigeria         | Bandera de Nigeria         | 2:0       | Bandera de Zambia          | Zambia          |
| 28 de agosto de 1986    | El Cairo    | Egipto          | Bandera de Egipto          | 4:0       | Bandera de Etiopía         | Etiopía         |
| 7 de septiembre de 1986 | Addis Abeba | Etiopía         | Bandera de Etiopía         | n/p.      | Bandera de Egipto          | Egipto          |
| 17 de agosto de 1986    | Conakri     | Guinea          | Bandera de Guinea          | 0:1       | Bandera de Túnez           | Túnez           |
| 31 de agosto de 1986    | Túnez       | Túnez           | Bandera de Túnez           | 1:1       | Bandera de Guinea          | Guinea          |
| 17 de agosto de 1986    | Lome        | Togo            | Bandera de Togo            | 0:2       | Bandera de Ghana           | Ghana           |
| 31 de agosto de 1986    | Kumasi      | Ghana           | Bandera de Ghana           | 0:1       | Bandera de Togo            | Togo            |
| 22 de agosto de 1986    | Nuakchot    | Mauritania      | Bandera de Mauritania      | 0:1       | Bandera de Marruecos       | Marruecos       |
| 7 de septiembre de 1986 | Rabat       | Marruecos       | Bandera de Marruecos       | 4:0       | Bandera de Mauritania      | Mauritania      |
| 17 de agosto de 1986    | Yaundé      | Camerún         | Bandera de Camerún         | 2:0       | Bandera de Costa de Marfil | Costa de Marfil |
| 1 de septiembre de 1986 | Abiyán      | Costa de Marfil | Bandera de Costa de Marfil | 3:0       | Bandera de Camerún         | Camerún         |
|                         |             | Mozambique      | Bandera de Mozambique      | W.O       | Bandera de Mauricio        | Mauricio        |

## Segunda fase
| Fecha                   | Lugar    |                 |                            | Resultado |                            |                 |
| ----------------------- | -------- | --------------- | -------------------------- | --------- | -------------------------- | --------------- |
| 8 de noviembre de 1986  | Kano     | Nigeria         | Bandera de Nigeria         | 4:0       | Bandera de Egipto          | Egipto          |
| 22 de noviembre de 1986 | El Cairo | Egipto          | Bandera de Egipto          | 2:1       | Bandera de Nigeria         | Nigeria         |
| 19 de octubre de 1986   | Túnez    | Túnez           | Bandera de Túnez           | 1:1       | Bandera de Togo            | Togo            |
| 9 de noviembre de 1986  | Lome     | Togo            | Bandera de Togo            | 0:0       | Bandera de Túnez           | Túnez           |
| 19 de octubre de 1986   | Abiyán   | Costa de Marfil | Bandera de Costa de Marfil | 2:0       | Bandera de Marruecos       | Marruecos       |
| 8 de noviembre de 1986  | Rabat    | Marruecos       | Bandera de Marruecos       | 3:0       | Bandera de Costa de Marfil | Costa de Marfil |
|                         |          | Somalia         | Bandera de Somalia         | W.O       | Bandera de Mozambique      | Mozambique      |

## Semifinales
| Fecha                   | Lugar      |           |                      | Resultado |                      |           |
| ----------------------- | ---------- | --------- | -------------------- | --------- | -------------------- | --------- |
| 13 de diciembre de 1986 | Lagos      | Nigeria   | Bandera de Nigeria   | 1:0       | Bandera de Somalia   | Somalia   |
| 9 de enero de 1987      | Mogadiscio | Somalia   | Bandera de Somalia   | 0:1       | Bandera de Nigeria   | Nigeria   |
| 13 de diciembre de 1986 | Rabat      | Marruecos | Bandera de Marruecos | 0:1       | Bandera de Togo      | Togo      |
| 28 de diciembre de 1986 | Lome       | Togo      | Bandera de Togo      | 2:0       | Bandera de Marruecos | Marruecos |

## Final
| Fecha               | Lugar |         |                    | Resultado |                    |         |
| ------------------- | ----- | ------- | ------------------ | --------- | ------------------ | ------- |
| 5 de abril de 1987  | Lome  | Togo    | Bandera de Togo    | 1:2       | Bandera de Nigeria | Nigeria |
| 18 de abril de 1987 | Abuya | Nigeria | Bandera de Nigeria | 3:0       | Bandera de Togo    | Togo    |

## Campeón
| Nigeria         |
| Campeón Nigeria |
| Tercer título   |

## Clasificados al Mundial Sub-20
| - Nigeria | - Togo |